# 松平定則
松平 定則（まつだいら さだのり）は、江戸時代後期の大名。伊予国松山藩の第10代藩主。定勝系久松松平家宗家11代。官位はなし。

## 生涯
第9代藩主・松平定国の次男として誕生した。母は政（藤田氏）。幼名は立丸。または辰丸。
長兄・元之丞の夭折により、寛政6年（1794年）に嫡男となる。文化元年（1804年）、父の死去により家督を継承する。同年には伊予郡松前浜に港が新造される。翌文化2年（1805年）、松山二番町横町に初めての藩校興徳館を設立、杉山熊台を教授として藩士の指導に当たらせるなど、文化の興隆に貢献した。文化5年（1808年）には、菩提寺の一つ松山法龍寺の寺格を高めた。
文化6年（1809年）7月3日、病床に伏し、弟の勝丸（松平定通）を養嗣とし、同5日に江戸松山藩邸愛宕下上屋敷にて卒去。享年17（15歳）。法号は文楽院殿故伊予州松山城主礼誉興徳義譲大居士。遺骸が三田済海寺に土葬される。遺髪は三田済海寺を発し、木曽路を経て松山古町大林寺へ送られ、法要が営まれた。

## 系譜
- 父：松平定国（1757年 - 1804年）
- 母：靖操院殿 - 藤田氏
- 正室：福姫 - 松平定信娘